# Jens Kragh Høst

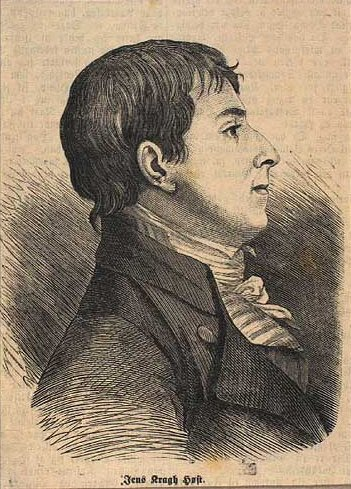
Jens Kragh Høst

Jens Kragh Høst, född 15 december 1772 på Saint Thomas, Danska Västindien, död 26 mars 1842 på Islegaarde, var en dansk författare.
Høst blev 1792 juris kandidat och kort därefter rättegångsbiträde samt 1801 assessor i Hof- og stadsretten, men miste 1808 ämbetet därför, att han skrivit en inlaga till förmån för en förfalskare. Senare fick han dock pension och 1817 tillåtelse att ta juris doktorsgrad.
Han utvecklade stor, men rätt ytlig författarverksamhet, utgav efter hand en rad litterära eller kåserande tidskrifter av kort varaktighet och många översättningar samt författade några historiska skrifter, i synnerhet om Kristian VII:s regeringstid.
Största betydelsen har Grev J. F. Struensee og hans Ministerium (3 band, 1824, tillökad tysk översättning 1826 -27), fastän genomträngd av okritisk beundran för denne statsman. Høst var en av dem, som tidigast och ivrigast strävade att åstadkomma samförstånd mellan Nordens folk, ledde 1795 tidskriften "Nordia" som gemensamt organ, var den egentlige stiftaren av Det skandinaviske litteraturselskab (1796) och i sex år dess sekreterare samt författade flera avhandlingar i dess tidskrift. Efter revolten i Sverige 1809 sändes Høst till Stockholm att verka för Fredrik VI:s val till tronföljare och var efter Karl Augusts död 1810 även upphovsmannen till "ballonproklamationerne", som hade samma syfte.